# Musée du cinéma de la musique et du théâtre d'Ukraine
Le Musée du cinéma de la musique et du théâtre d'Ukraine (ukrainien : Державний музей театрального, музичного та кіно-мистецтва України) est un musée consacré à l'art situé à Kiev, en Ukraine. 

## Historique
Il se trouve proche du monastère Laure des Grottes de Kiev au 21 de la rue Lavrska ; fondé le 30 janvier 1923 par Les Kourbas. Lui a succédé une commission formée de Vassil Vassilko, L Gakeboush, O. Shvachka. Vassilko en fut le premier directeur et promoteur en faisant don d'un fonds personnel au musée.

## Collections
Il est une annexe du théâtre Berezil de Les Kourbas, créé en 1923.

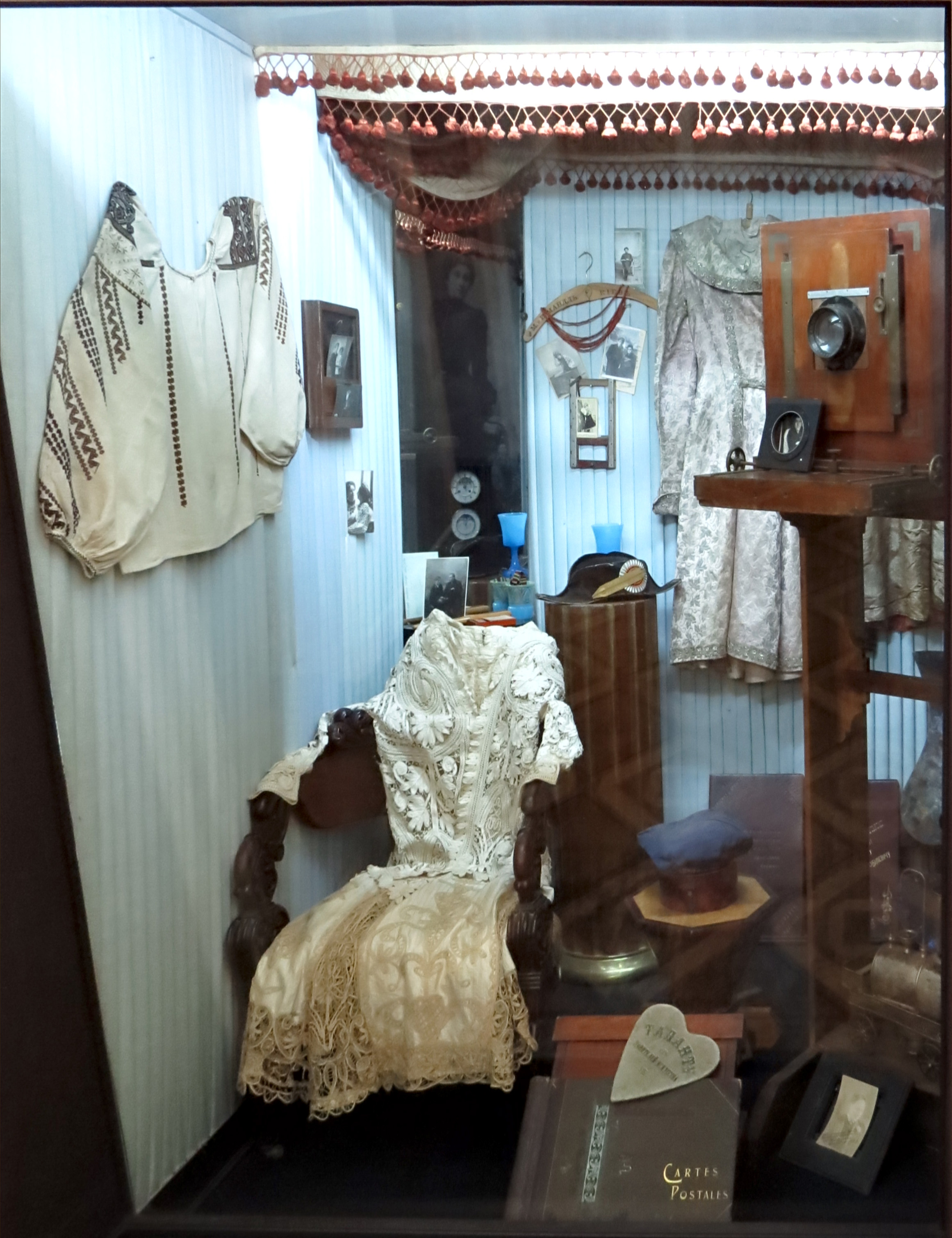
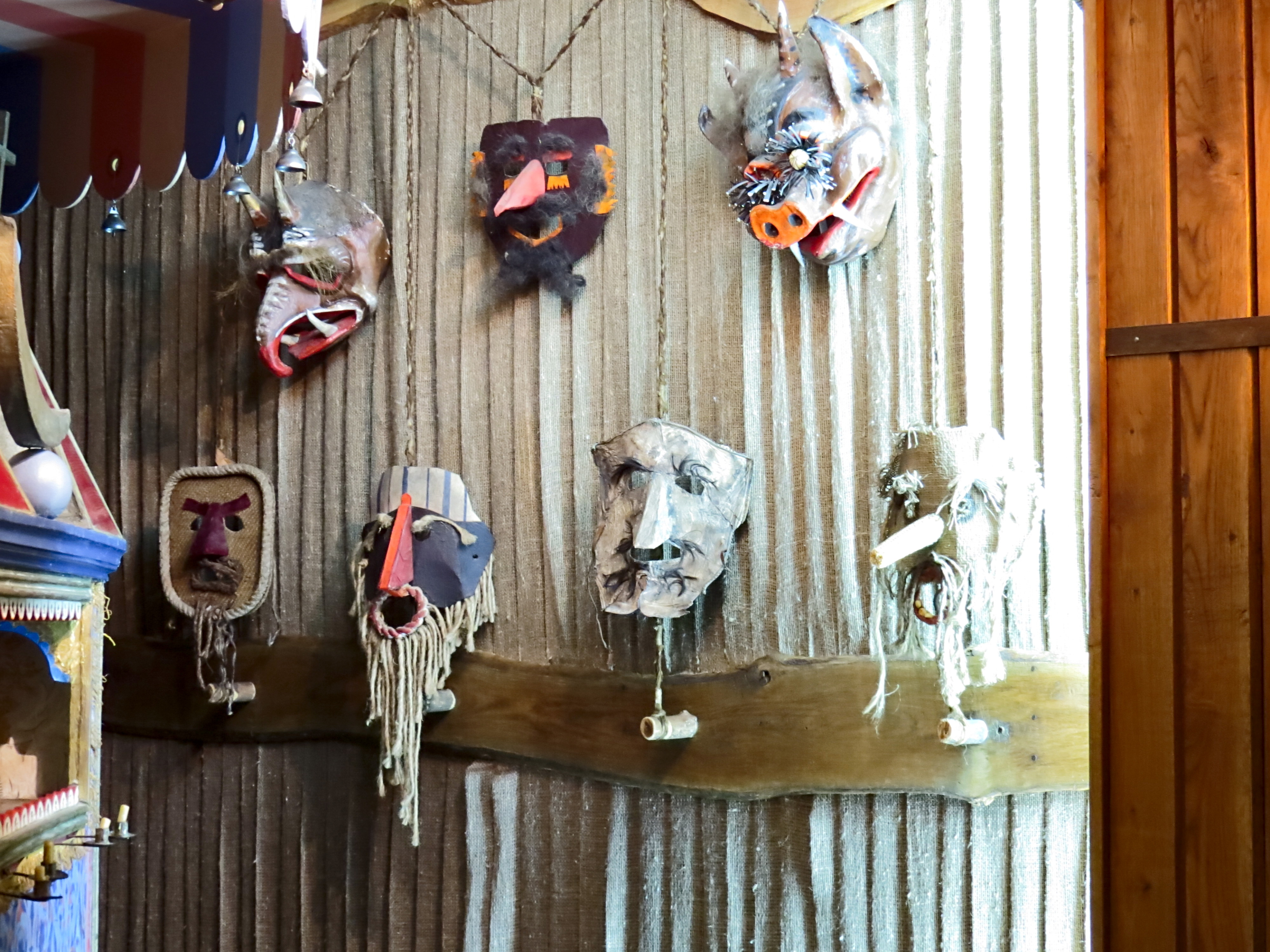
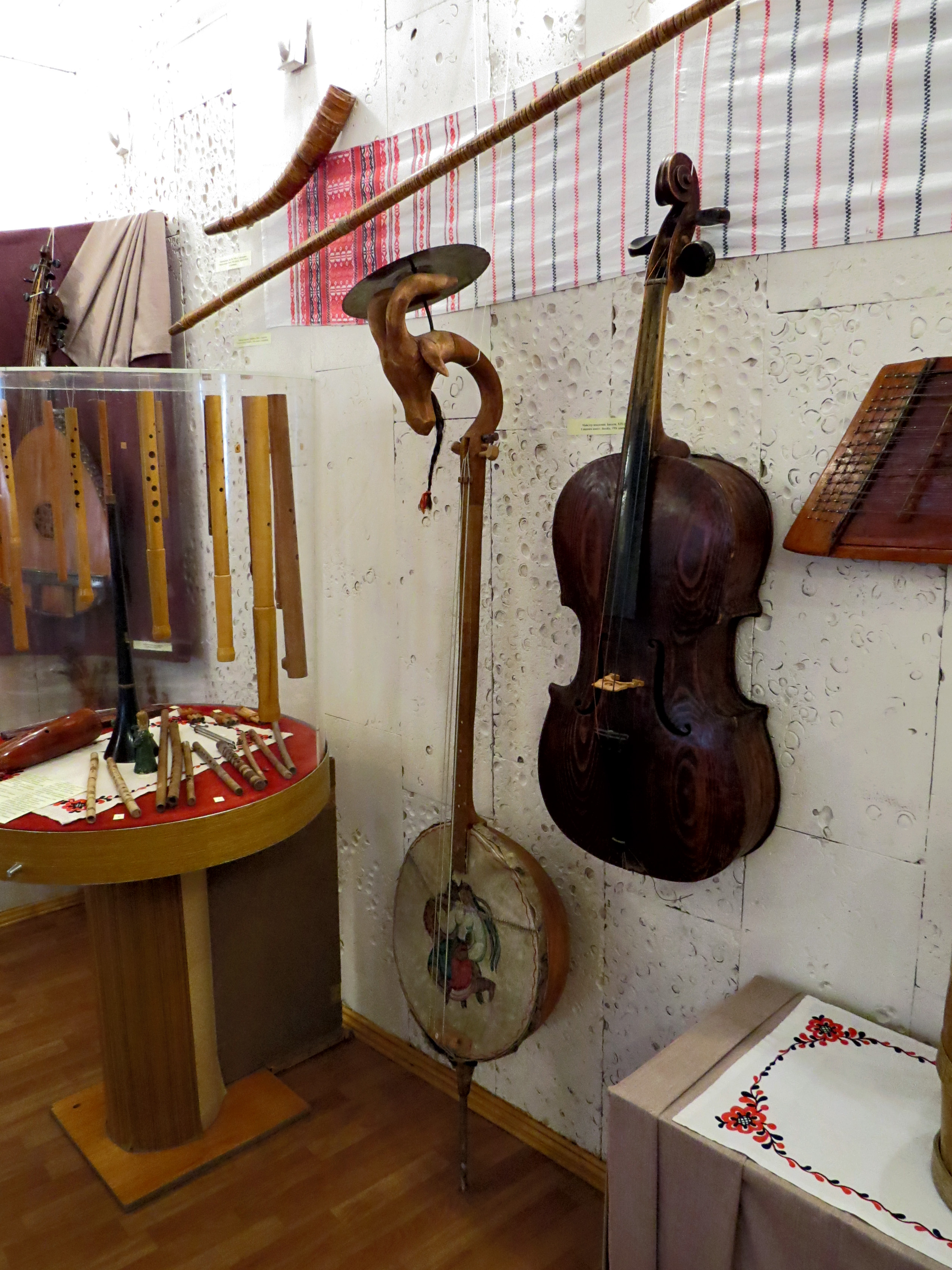